# Benitochromis conjunctus
Espèce
Statut de conservation UICN

 EN B1ab(iii)+2ab(iii) : En danger
Benitochromis conjunctus est une espèce de poisson de la famille des Cichlidés endémique du Cameroun.

## Référence
Lamboj : Revision of the Chromidotilapia batesii/finleyi-complex with description of a new genus and three new species. Verhandlungen der Gesellschaft fuer Ichthyologie 2 pp 11-47.